# Армійська група «Сербія»
Армійська група «Сербія» (нім. Armeeabteilung Serbien) — армійська група, оперативне угруповання Вермахту на Східному фронті за часів Другої світової війни.

## Історія
Армійська група «Сербія» була утворена 26 вересня 1944 з формувань військового командування «Південний Схід» з метою оборони Сербії від наступаючих військ Радянської армії. Розформована 27 жовтня 1944 року.

## Райони бойових дій
- Югославія (26 вересня — 27 жовтня 1944)

## Командування

### Командувачі
- генерал від інфантерії Ганс-Густав Фельбер (нім. Hans Gustav Felber) (26 вересня — 27 жовтня 1944)

## Бойовий склад армійської групи «Сербія»
- група генерала Мюллера (Gruppe General Müller);
- група генерала Шнекенбургера (Gruppe General Schneckenburger);
- 1-ша піхотна дивізія (1. Infanterie-Division);
- 5-та танкова дивізія (5. Panzer-Division).